# Getreideverkehrsanlage
Die Getreideverkehrsanlage (GVA) in Bremen-Walle in der Überseestadt an der Getreidestraße ist ein bedeutendes technisches Baudenkmal und Wahrzeichen in Bremen.
2006 wurde die Getreideverkehrsanlage mit dem Silo I (1914/16) und Silo II (1926/29), dem Verwaltungsgebäude (1912/16), dem Pier mit dem Elevator (1914/19, 1947/50) und dem Maschinenhaus II (1912/16) unter Denkmalschutz gestellt.

## Geschichte

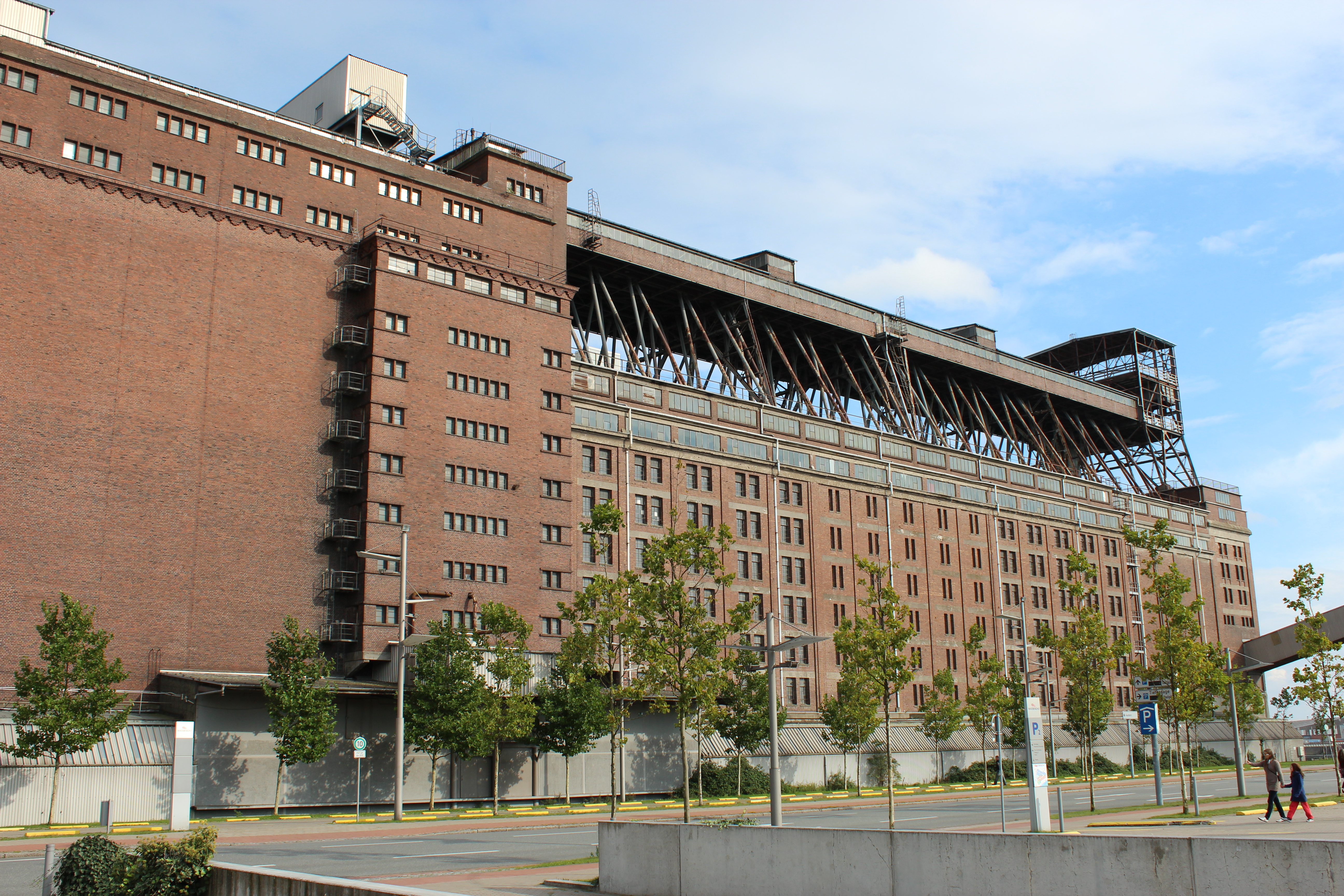
Silo I

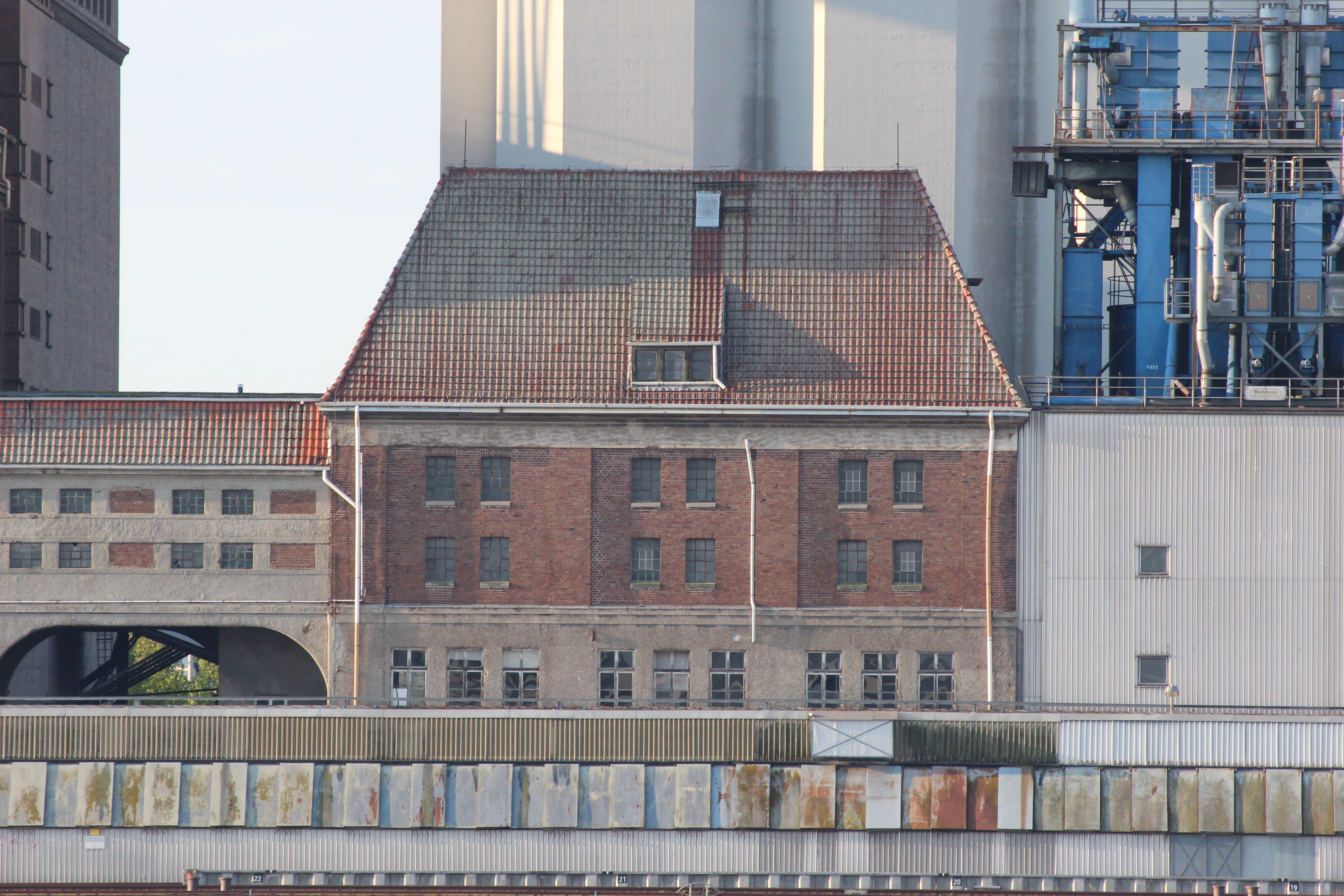
Verwaltungsgebäude

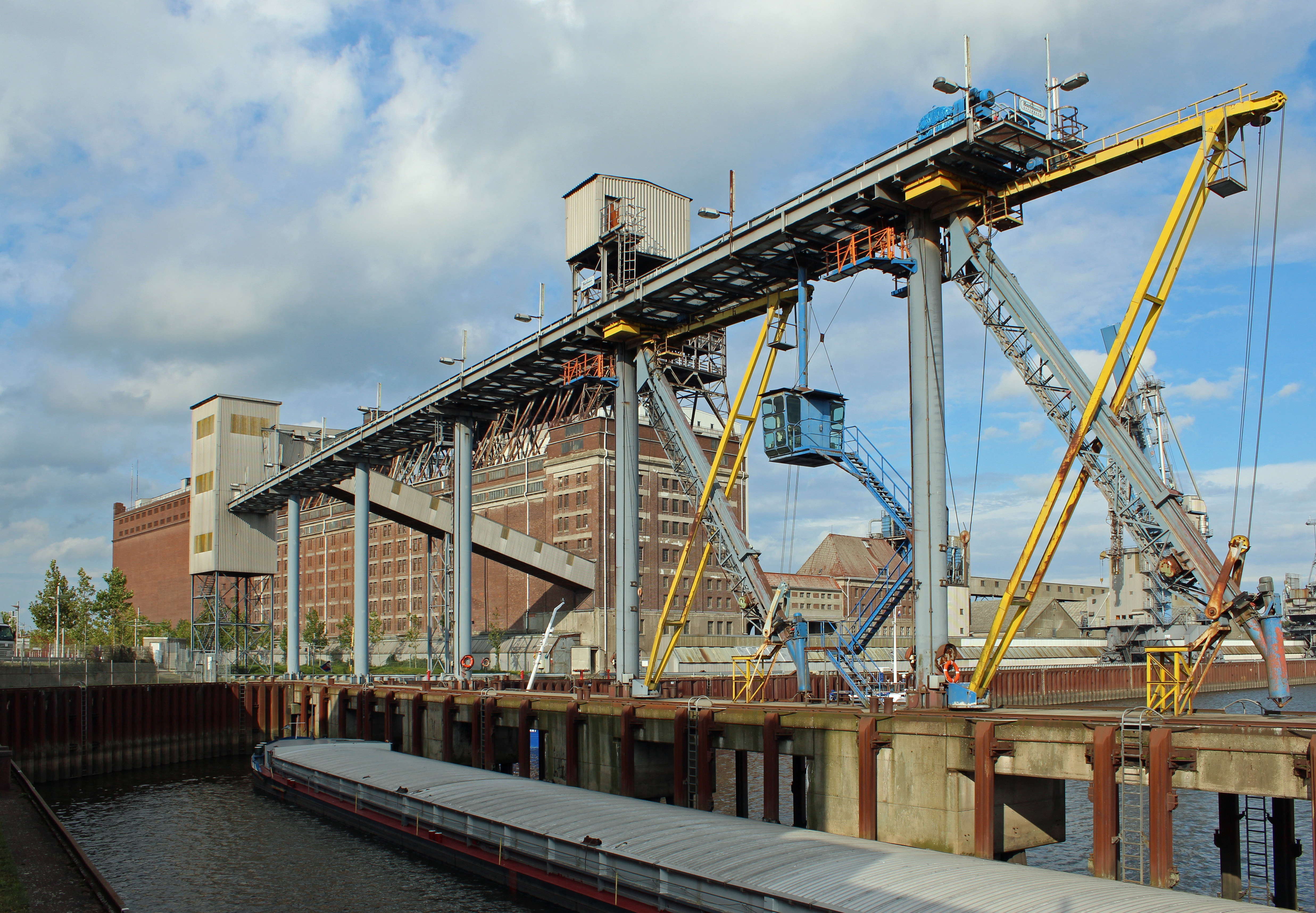
Pier A und Elevator

Nach dem Zollanschluss von Bremen im Jahr 1888 und der Weserkorrektion (1875, 1887–1895), folgte 1884 der Bau der Freihäfen in Bremen mit dem Hafen I (Europahafen) und seit 1891 der Bau des Holz- und Fabrikenhafens, Teil des Hafens III (später Wendebecken), in dem auch seit etwa 1897 Getreide gelöscht wurde.
1911 begannen die Planungen für einen großen, öffentlich betriebenen Getreidespeicher für den Umschlag des stark gestiegenes Imports von Futtergetreide aus dem Donaumündungsgebiet für die Viehmast in Norddeutschland. Die Getreideverkehrsanlage entstand im Stil der Jahrhundertwende und der Zwischenkriegszeit ab 1914 in mehreren Phasen am Hafen III, dem Holz- und Fabrikenhafen. Sie ist die dominante und wichtigste Landmarke im Hafengebiet im Vergleich zum Speicher XI oder dem Turm der Rolandmühle. In dieser Anlage zeigt sich die Bedeutung des Umschlags in den bremischen Häfen und die einstmals starke Bedeutung Bremens im deutschen Getreideimport.
Von 1914 bis 1916 wurde das 40 Meter hohe und 200 Meter lange Silo I mit einer Backsteinfassade errichtet und ab 1916 weitgehend betrieben. 1919 konnte das Silo endgültig fertiggestellt werden. Das Getreidesilo fasste 32.000 Tonnen. Betreiber der neuen Anlage war die Bremer Lagerhausgesellschaft (BLG). An zwei in das Wendebecken vorstoßenden überdachten Piers in diesem Getreidehafen mit Bahngleisen und Förderbändern konnten bis zu vier Seeschiffe gleichzeitig anlegen. Der Betrieb war stark auf die Eisenbahnverladung ausgerichtet. Die hauseigenen Elektro-Rangierloks der Gründungsphase der BLG existieren bis heute.
Das separate, viergeschossige Verwaltungsgebäude, das von 1914 bis 1916 errichtet wurde, steht parallel zum Hafenufer. Die Architektur des Silovorbaus wurde in kleinerem Maßstab wiederholt. Er war durch eine Transportbrücke mit dem Silo verbunden.
Von 1926 bis 1929 folgte das Silo II. Dadurch konnte die Lagerkapazität um das Dreifache auf 75.000 Tonnen gesteigert werden. Es überragte den Vorgänger und setzte ihn bei gleicher Gebäudebreite in Längsrichtung fort. Der monumentale, weitgehend fensterlose Erweiterungsbau ist gestalterisch im Stil der neuen Sachlichkeit der Zwischenkriegszeit entworfen worden. Wie beim Altbau bestanden die Fassade ebenfalls aus Backsteinmauerwerk. Das geschlossene Gesamtbild blieb gewahrt. Der  überwiegende Teil des Bauwerks bestand aus Beton-Silozellen; deshalb die ungegliederte Außenfront. Nur das plastische Zackenschmuckband unter dem Gesims zeigt etwas vom damaligen Backsteinexpressionismus der 1920er Jahre.
Als technisches Bauwerk galt die Getreideverkehrsanlage in der Vielfalt ihrer Umschlagsmöglichkeiten in ihrer Entstehungszeit als einzigartig. Bis zu einer Mio. Tonnen jährlich wurden in der damals größten europäischen Anlage umgeschlagen. Im Zweiten Weltkrieg wurden einige Gebäude – vor allem das Pier mit dem Elevator – zerstört, andere schwer beschädigt; rund die Hälfte der Anlagen war betroffen.
Mehrere Um- und Erweiterungsbauten von 1947 bis 1950 erhöhten das Ansehen der modernsten Getreideumschlagsanlage Europas. Die Instandsetzung, Modernisierung und Neubauten erfolgte nach Plänen der Bremer Architekten Max Säume und Günther Hafemann. Der Unterbau der Piers – zuvor auf Holzpfählen gelagert – wurde durch Betonpfeiler ersetzt. Sechs fahrbare Heber wurden beschafft. Der Neubau des zerstörten Pier A mit dem Umbau von Silo I kam 1957/58, der von Pier B 1972/73. Die Piers hatten jeweils eine Länge von 170 Meter und eine Breite von 16,50 Meter bei einer Wassertiefe von 6,30 Meter. Es wurden 1958 zudem eine Reihe von sechs hintereinandergeschalteten, niedrigen, kostengünstigen Lagerschuppen mit Satteldächern erbaut, die zusammen 30.000 Tonnen fassten.
1973/74 wurde das neue, fünfzig Meter hohe Betonröhrensilo errichtet. 1981 musste dann der Elevatorturm der Nachkriegszeit zugunsten eines erweiterten Schiffsliegeplatzes weichen und 1982 wurde auch Pier B beseitigt und die Kajenlänge von zwischenzeitlich 260 auf 290 Meter vergrößert. In diesem Ausbauzustand war das Anlegen von Schiffen bis zu einer Länge von 275 Meter möglich.
1999 gab die BLG den Betrieb der Anlage an die Stadt zurück, die sie an die Firma Wandel zur Lagerung von Futtergetreide verpachtete. Auch die Rolandmühle lagerte hier Getreide. Der Eigentümer der Waterfront Bremen soll angestrebt haben, die Anlage in ihren Betrieb einzubeziehen. Im Herbst 2016 wurde die Getreideverkehrsanlage nach einer Ausschreibung verkauft. Der neue Eigentümer J. Müller aus Brake will die bestehende Nutzung für den Umschlag von Futtermitteln beibehalten, hat jedoch Sanierungsmaßnahmen an den Bauten angekündigt.